# Censorius
Censorius est un comte (comes) de l'Empire romain d'Occident entre 432 et, probablement, 448. Hydace de Chaves le nomme ainsi pour l'année 432 (Chronique, 98) et l'année 440 (Chronique, 121). Il est envoyé à deux reprises, en 432 et en 437, en ambassade auprès des Suèves dans la péninsule Ibérique.
Selon Edward Arthur Thompson, Censorius fut envoyé en Hispanie par Ravenne, en même temps que le comte Andevotus, pour mettre un terme aux attaques des Suèves en Bétique.

En 440, de retour de son ambassade, il est capturé par le roi suève Rechila près de Myrtilis (Mértola). Après huit ans de captivité, il est exécuté à Hispalis (Séville) en 448 par le roitelet suève Agiulf.

## Sources
- Hydace de Chaves, Chronica, VIII-XXIV.